# Municipio de Monroe (condado de Adams, Indiana)
El municipio de Monroe (en inglés: Monroe Township) es un municipio ubicado en el condado de Adams en el estado estadounidense de Indiana. En el año 2010 tenía una población de 4858 habitantes y una densidad poblacional de 51,55 personas por km².

## Geografía
El municipio de Monroe se encuentra ubicado en las coordenadas 40°41′54″N 84°56′26″O / 40.69833, -84.94056. Según la Oficina del Censo de los Estados Unidos, el municipio tiene una superficie total de 94.24 km², de la cual 94,11 km² corresponden a tierra firme y (0,14 %) 0,13 km² es agua.

## Demografía
Según el censo de 2010, había 4858 personas residiendo en el municipio de Monroe. La densidad de población era de 51,55 hab./km². De los 4858 habitantes, el municipio de Monroe estaba compuesto por el 97,86 % blancos, el 0,27 % eran afroamericanos, el 0,06 % eran amerindios, el 0,27 % eran asiáticos, el 1,01 % eran de otras razas y el 0,54 % eran de una mezcla de razas. Del total de la población el 2,49 % eran hispanos o latinos de cualquier raza.